# Антоніу Рібейру
Антоніу Рібейру (порт. António Ribeiro, 21 травня 1928 — 24 березня 1998) — 15-й лісабонський патріарх (1971—1998), португальський кардинал (з 1973). Народився в Селоріку-де-Башту, Португалія. Прийняв таїнство священства у 25 років (1953). Випускник Папського григоріанського університету. Титулярний єпископ Тігілавський (3 липня 1967 — 10 травня 1971), Бразький єпископ-помічник (3 липня 1967 — 6 червня 1969). Лісабонський єпископ-помічник (6 червня 1969 — 10 травня 1971). Апостольський вікарій (1972—1986) і ординарій Португалії (1986—1998). Голова Португальської єпископської конференції (1975—1981, 1987—1993). Брав участь у серпневому і жовтневому конклавах 1978 року. Помер в Лісабоні, Португалія. Також — Анто́ніу ІІ (порт. António II).

## Біографія
- 21 травня 1928: народився в Португалії, Селоріку-де-Башту[2].
- 5 липня 1953: священик Бразької архідіоцезії (25 років)[2].
- 3 липня 1967: єпископ-помічник Бразький, титулярний єпископ Тігілавський (39 років)[2].
- 17 вересня 1967: рукокоположений у титулярні єпископи (39 років)[2].
- 10 травня 1971: рішенням папи Павла VI призначений патріархом Лісабонським (42 роки)[2], а також головним пріором Єрусалимського ордену святого Гробу Господнього.
- 24 січня 1972: апостольський вікарій Португалії (43 роки)[2].
- 5 березня 1973: рішенням папи Павла VI призначений кардиналом-священиком церкви Святого Антонія Падуанського на вулиці Мерулана (44 роки)[2].
- 21 квітня 1986: апостольський ординарій Португалії.
- 24 березня 1998: помер в Лісабоні (69 років)[2].